# Porcari
Porcari is een gemeente in de Italiaanse provincie Lucca (regio Toscane) en telt 7577 inwoners (31-12-2004). De oppervlakte bedraagt 17,9 km², de bevolkingsdichtheid is 423 inwoners per km².

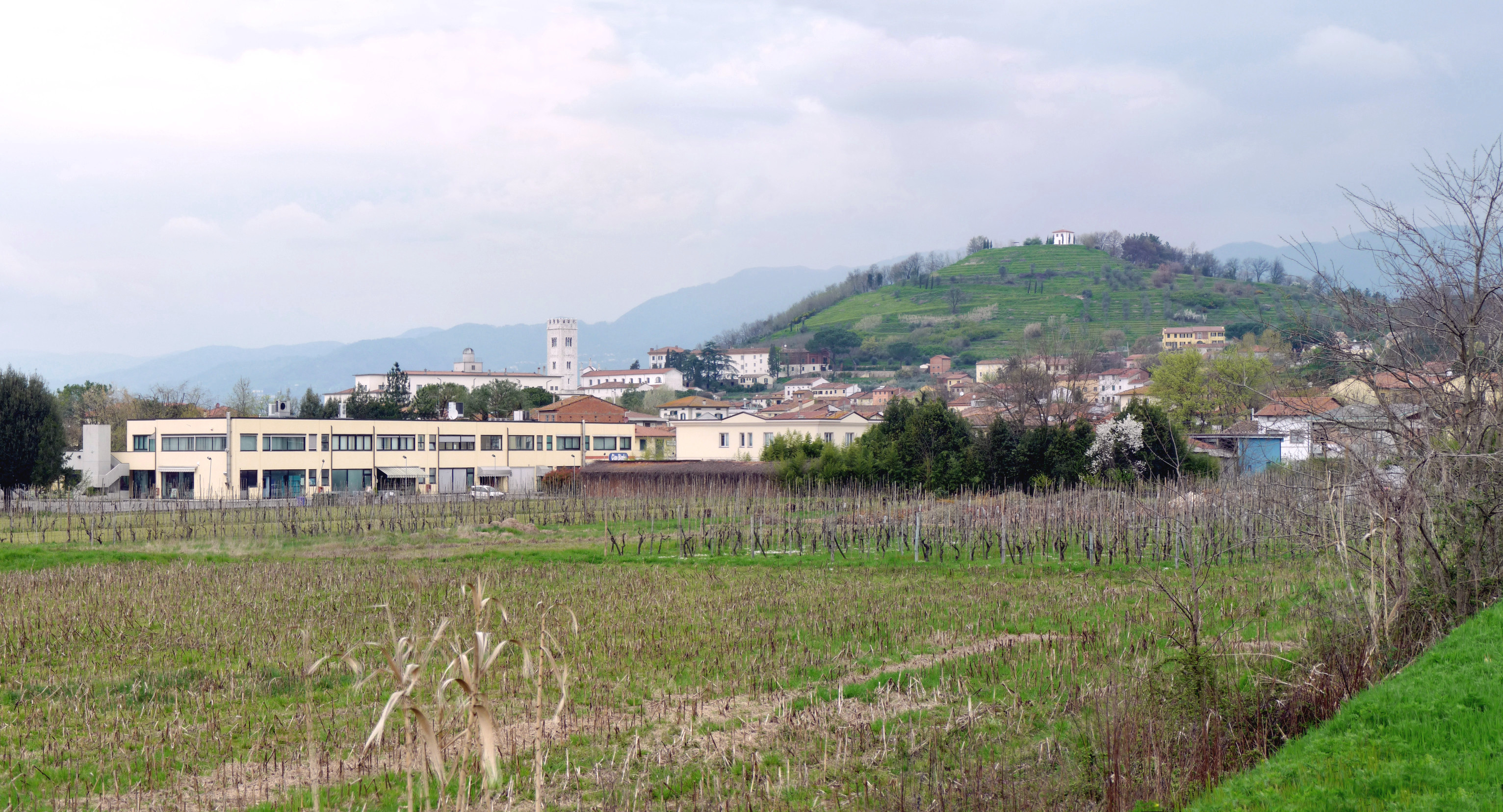
Porcari
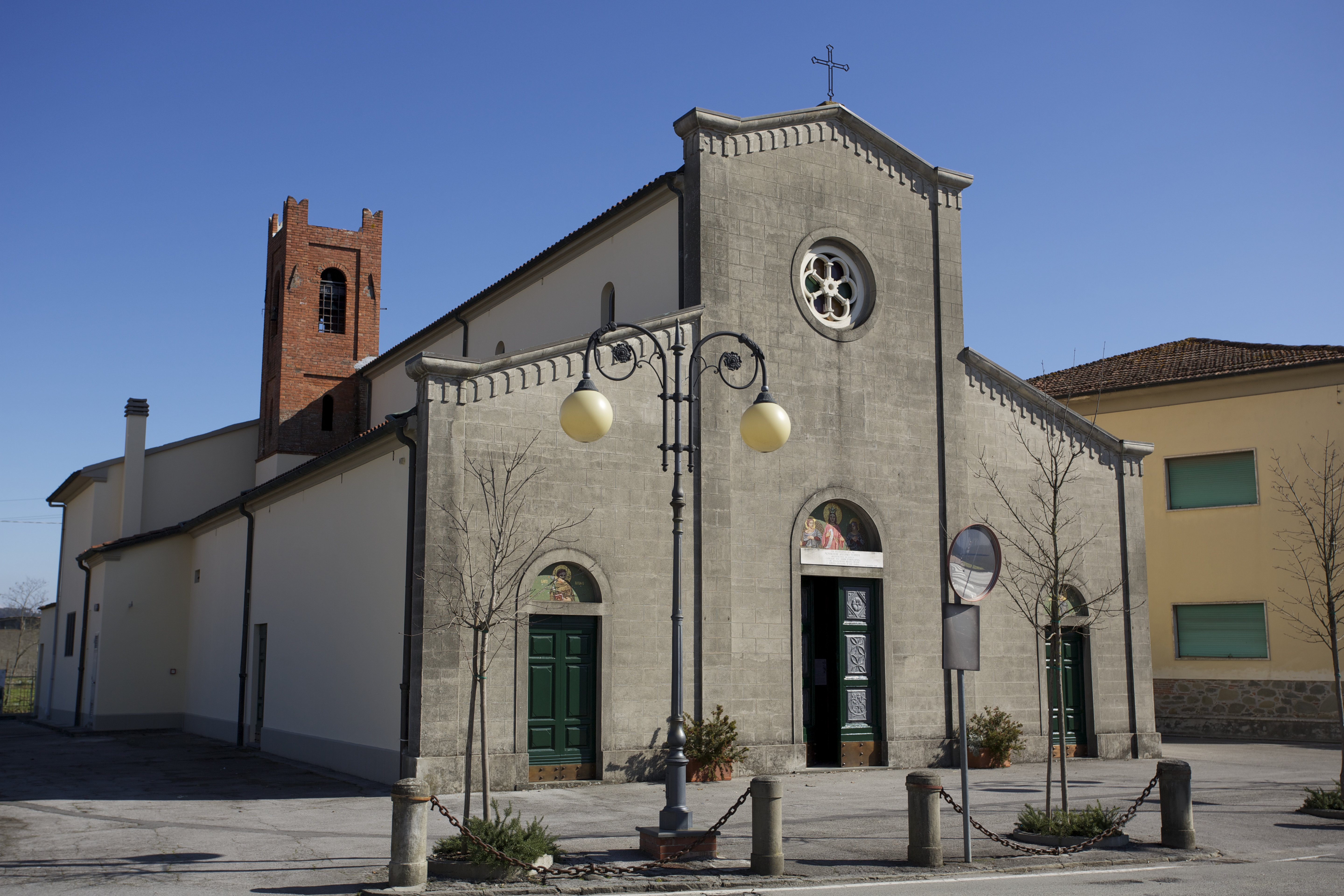
Kerk in Rughi

## Demografie
Porcari telt ongeveer 2843 huishoudens. Het aantal inwoners steeg in de periode 1991-2001 met 4,1% volgens cijfers uit de tienjaarlijkse volkstellingen van ISTAT.
| Jaar | Inwoneraantal |
| ---- | ------------- |
| 1991 | 6827          |
| 2001 | 7109          |

## Geografie
De gemeente ligt op ongeveer 32 m boven zeeniveau.
Porcari grenst aan de volgende gemeenten: Altopascio, Capannori, Montecarlo.
Porcari heeft sinds geruime tijd een stedenband met Carmaux in departement de Tarn in Frankrijk. Carmaux is ook verbonden met Neckarsulm in Duitsland.